# ارکستر فیلارمونیک ارمنستان

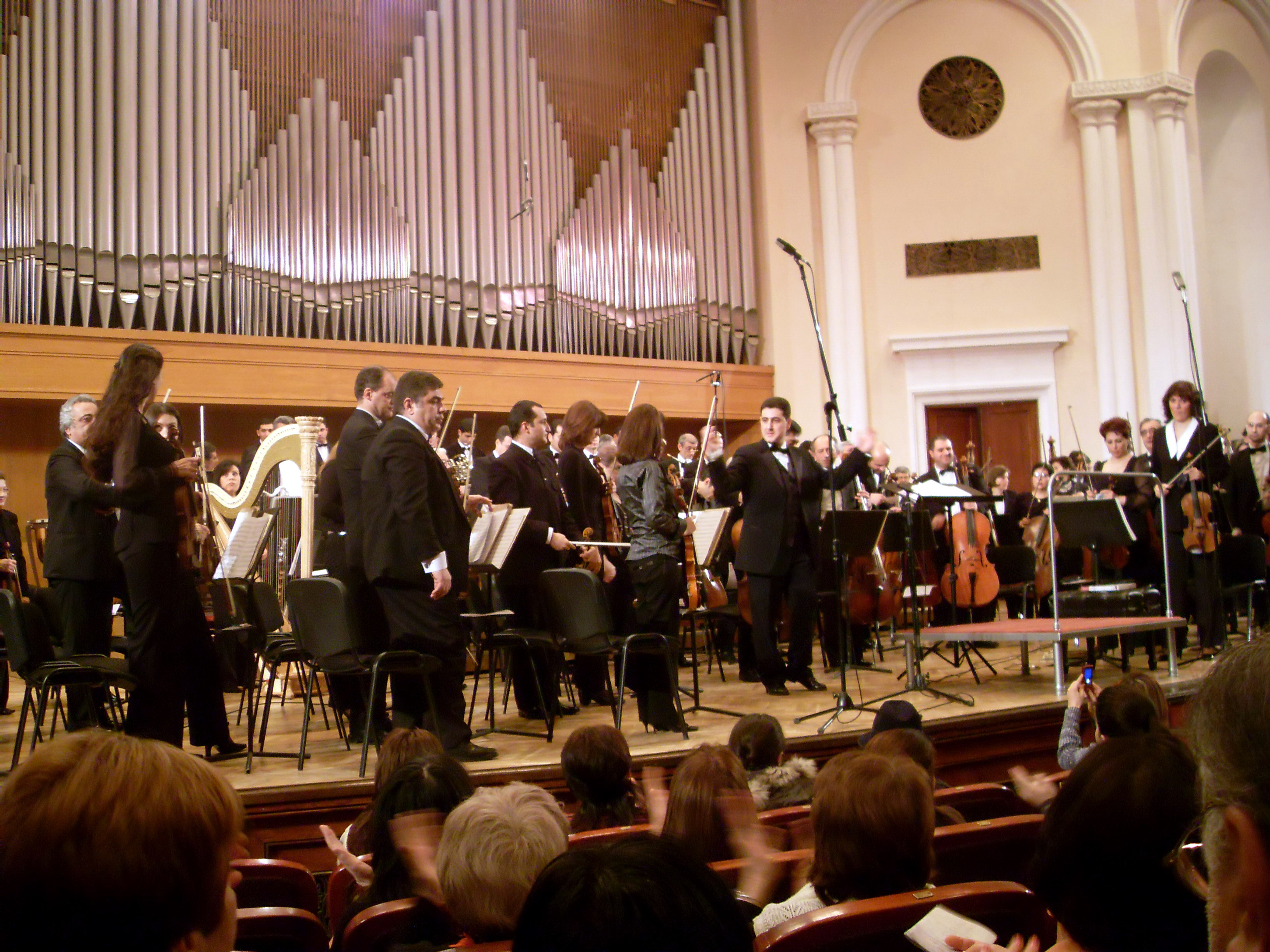
ارکستر فیلارمونیک ارمنستان (ایروان)

ارکستر فیلارمونیک ارمنستان (به ارمنی: Հայաստանի պետական ֆիլհարմոնիկ նվագախումբ) ارکستر ملی کشور ارمنستان است. این ارکستر در سال ۱۹۲۵ به‌عنوان ارکستر سمفونی کنسرواتوار دولتی کومیتاس ایروان افتتاح شد و امروزه در سالن خاچاطوریان (Khachaturian Hall) در ایروان به اجرا می‌پردازد.
رهبری این ارکستر را آلکساندر اسپندیریان، اوهان دوریان، والری گریگو، لوریس چکناواریان و چند تن دیگر بر عهده داشته‌اند. این ارکستر از زمان تأسیس خود تا کنون بسیاری از آثار کلاسیک را اجرا کرده‌است. بسیاری از هنرمندان سرشناس، ازجمله داوید اویستراخ (David Oistrakh)، سویه‌تسلاف ریختر، مستیسلاف روستروپوویچ، دیوید گرینگاس، بوریس برزوفسکی (Boris Berezovsky) و ایان گیلان در این ارکستر حضور داشته‌اند.